# Spermophorides simoni
Spermophorides simoni är en spindelart som först beskrevs av Senglet 1973.  Spermophorides simoni ingår i släktet Spermophorides och familjen dallerspindlar. Inga underarter finns listade i Catalogue of Life.